# Plagithmysus euphorbiae
Plagithmysus euphorbiae är en skalbaggsart som först beskrevs av John Colburn Bridwell 1920.  Plagithmysus euphorbiae ingår i släktet Plagithmysus och familjen långhorningar. Inga underarter finns listade i Catalogue of Life.